# Vale dos Dez Picos

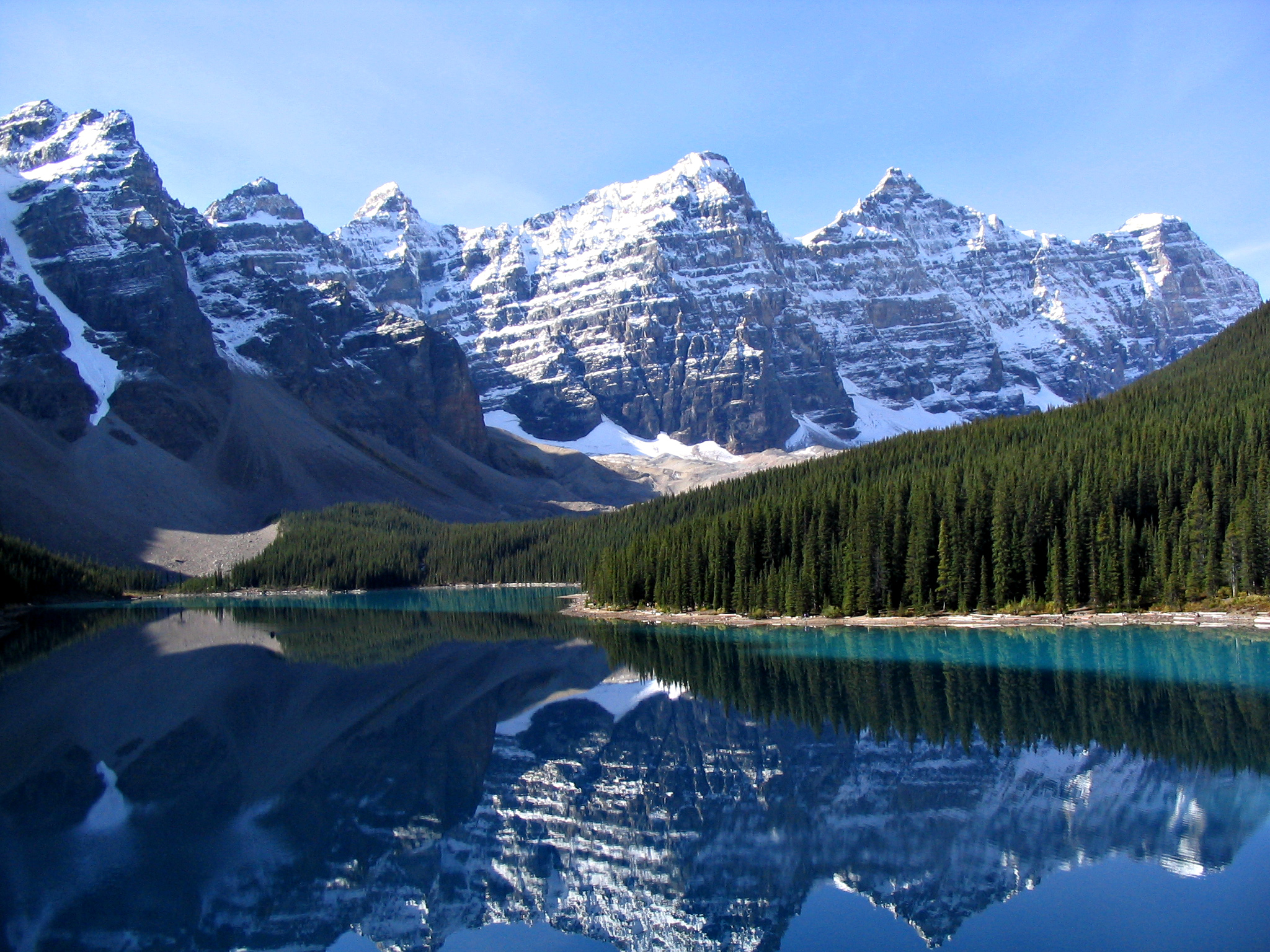
Picos refletidos no Lago Moraine.

Vale dos Dez Picos (em francês:Vallée des Dix-Pics ) é um vale localizado no Parque Nacional Banff localizado nas Montanhas Rochosas canadense, na província de Alberta . O acidente geográfico é coroado por dez picos notáveis e inclui também o Lago Moraine. O vale é alcançado seguindo a estrada do Lago Moraine perto de Lago Louise.

## Picos
Os dez picos, na ordem de como eles são numerados do leste para o oeste:
| #  | Pico               | altura (m) | nome nativo |
| -- | ------------------ | ---------- | ----------- |
| 1  | Monte Fay          | 3 235      | Heejee      |
| 2  | Monte Little       | 3 088      | Num         |
| 3  | Monte Bowlen       | 3 072      | Yamnee      |
| 4  | Tonsa              | 3 057      | Tonsa       |
| 5  | Monte Perren       | 3 051      | Sapta       |
| 6  | Monte Allen        | 3 310      | Shappee     |
| 7  | Monte Tuzo         | 3 246      | Shagowa     |
| 8  | Montanha Deltaform | 3 424      | Shakhnowa   |
| 9  | Montanha Neptuak   | 3 233      | Neptuak     |
| 10 | Pico Wenkchemna    | 3 170      | Wenkchemna  |